# سافيو (لاعب كرة قدم مواليد 1996)
سافيو هو لاعب كرة قدم برازيلي في مركز الدفاع، ولد في 1996 في Natividade, Rio de Janeiro ‏ في البرازيل. لعب مع نادي كوريتيبا.

## وصلات خارجية
- سافيو (لاعب كرة قدم مواليد 1996) على موقع Soccerway.com (الإنجليزية)